# Xylophanes pyrrhus
Xylophanes pyrrhus är en fjärilsart som beskrevs av Rothschild och Jordan 1906. Xylophanes pyrrhus ingår i släktet Xylophanes och familjen svärmare. Inga underarter finns listade i Catalogue of Life.

## Beskrivning

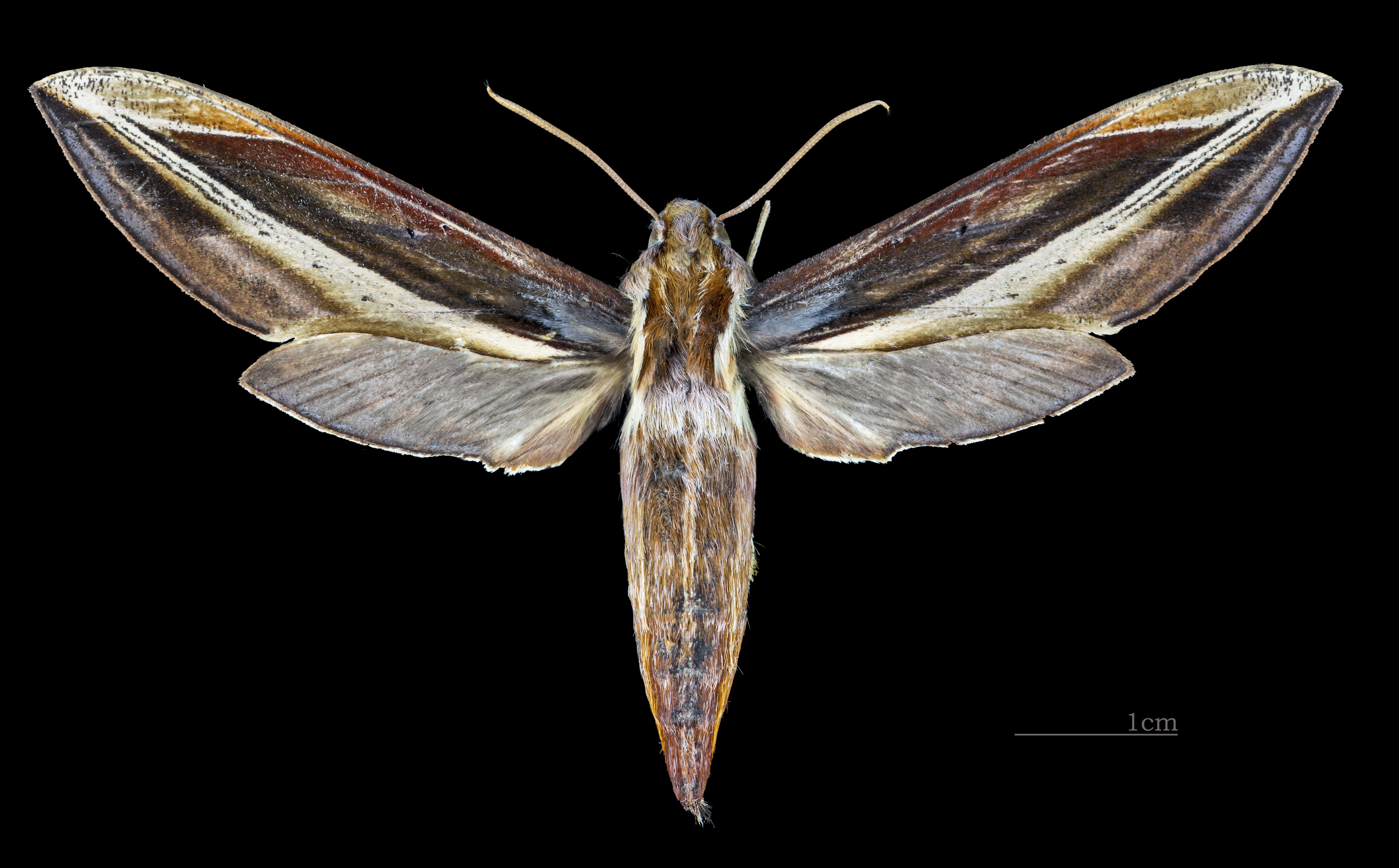
Xylophanes pyrrhus   ♀
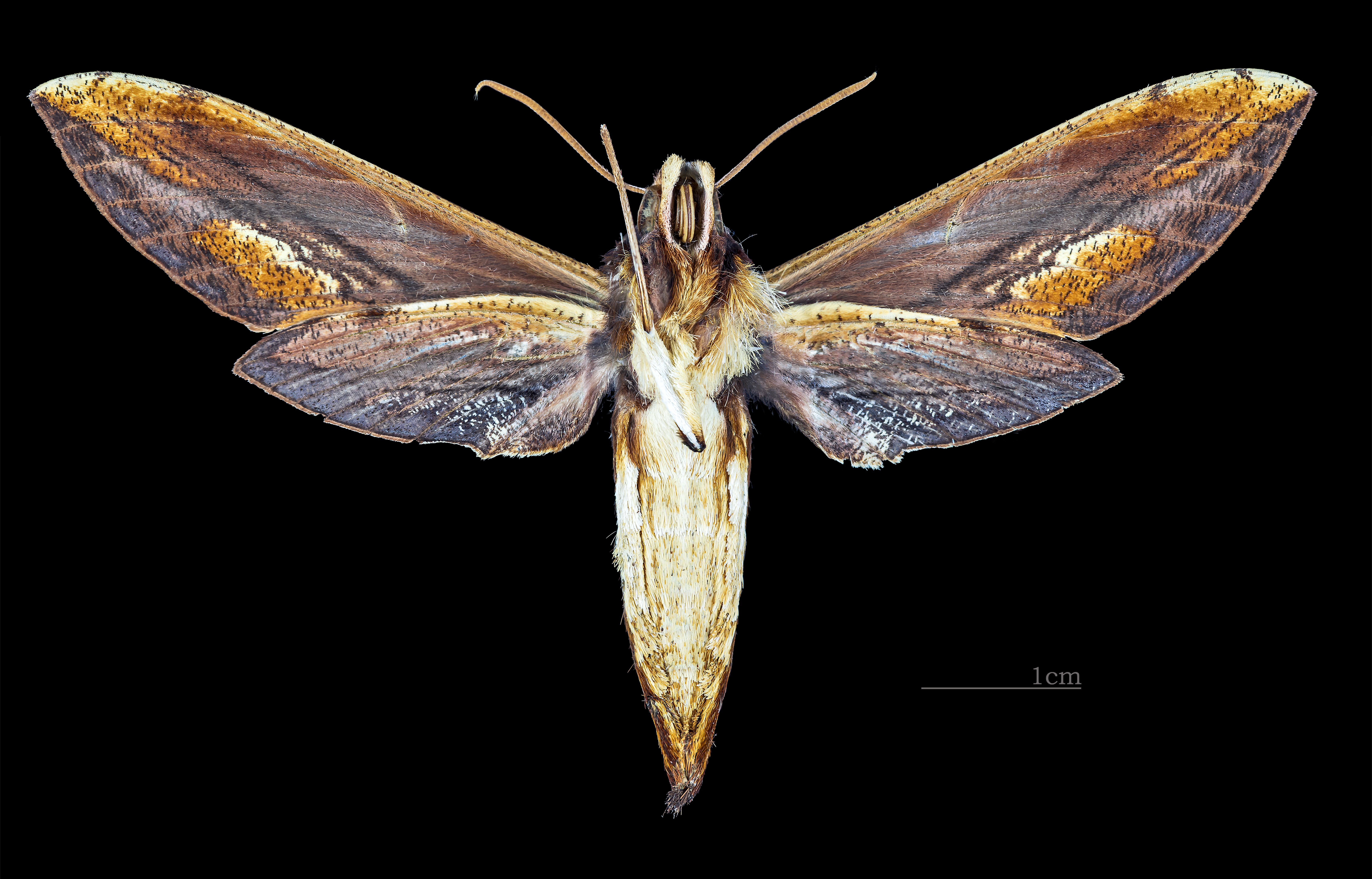
Xylophanes pyrrhus   ♀ △